# EHF European League (mænd)
 For alternative betydninger, se EHF.
 Ikke at forveksle med EHF European League (kvinder).
EHF European League for mænd, er den næstmest betydningsfulde europæiske håndboldturnering for klubhold. Den arrangeres af European Handball Federation, EHF, deraf navnet. Turneringen arrangeres for både herrer og damer og blev første gang afholdt i 1982.
Fra 2012 blev mændenes turnering lagt sammen med Cup Winners' Cup under navnet European Cup. Siden sæsonen 2020-21, har turneringen gået under det nuværende navn EHF European League.

## Resultater

### Mænd
| IHF Cup             | IHF Cup                          | IHF Cup                          | IHF Cup                          | IHF Cup                          | IHF Cup                          | IHF Cup |
| Sæson               | Vinder                           | Finaledeltager                   | Res.                             | Spillested                       | Spillested                       | Dansk deltagelse |
| ------------------- | -------------------------------- | -------------------------------- | -------------------------------- | -------------------------------- | -------------------------------- | --- |
| 1981-82             | VfL Gummersbach                  | Zeleznicar Sarajevo              | 23–14                            | Dortmund                         | Dortmund                         | Holte IF (1/8-finale) |
| Sæson               | Vinder                           | Finaledeltager                   | Res.                             | 1.kamp                           | 2.kamp                           | Dansk deltagelse |
| 1982-83             | IL Zaporozje                     | IFK Karlskrona                   | 45–36                            | 22-20                            | 23-16                            | Helsingør IF (kvartfinale)                                                                                                 |
| 1983-84             | TV Grosswallstadt                | Gladsaxe/HG                      | 36–34                            | 16-15                            | 20-19                            | Gladsaxe/HG (finale) |
| 1984-85             | Minaur Baia Mare                 | SIL Zaporozje                    | 36–35                            | 22-17                            | 14-18                            | Helsingør IF (1/8-finale)                                                                                                  |
| 1985-86             | Raba ETO Győr                    | Tecnisa Alicante                 | 43–41                            | 23-17                            | 20-24                            | Virum-Sorgenfri HK (kvartfinale)                                                                                           |
| 1986-87             | Granitas Kaunas                  | Atletico Madrid                  | 41–41                            | 23-23                            | 18-18                            | ? (1/8-finale) |
| 1987-88             | Minaur Baia Mare                 | Granitas Kaunas                  | 43–41                            | 20-21                            | 23-20                            | HIK (kvartfinale) |
| 1988-89             | TuRu Düsseldorf                  | ASK Vorwärts Frankfurt/Oder      | 32–30                            | 17-12                            | 15-18                            | HIK (kvartfinale) |
| 1989-90             | SKIF Krasnodar                   | Proleter Zrenjanin               | 44–31                            | 29-13                            | 15-18                            | GOG (kvartfinale) |
| 1990-91             | RK Borac Banja Luka              | CSKA Moskva                      | 43–39                            | 20-15                            | 23-24                            | Helsingør IF (1/8-finale)                                                                                                  |
| 1991-92             | SG Wallau-Massenheim             | SKA Minsk                        | 45–45                            | 25-23                            | 20-22                            | Helsingør IF (kvartfinale)                                                                                                 |
| 1992-93             | TEKA Santander                   | Bayer Dormagen                   | 46–44                            | 20-24                            | 26-20                            | – |
| EHF Cup             |                                  |                                  |                                  |                                  |                                  | |
| Sæson               | Vinder                           | Finaledeltager                   | Res.                             | 1.kamp                           | 2.kamp                           | Dansk deltagelse |
| 1993-94             | CBM Alzira Avidesa               | ASKÖ Linde Linz                  | 44–41                            | 23-19                            | 21-22                            | Virum-Sorgenfri HK (1/16-finale)                                                                                           |
| 1994-95             | BM Granollers                    | Poljot Tjeljabinsk               | 49–45                            | 26-24                            | 23-21                            | Vejlby-Risskov IK (1/8-finale)                                                                                             |
| 1995-96             | BM Granollers                    | Sjakhtjor Donetsk                | 56–45                            | 28-18                            | 28-27                            | Kolding IF (1/8-finale) |
| 1996-97             | SG Flensburg-Handewitt           | Virum-Sorgenfri HK               | 52–42                            | 22-25                            | 30-17                            | Virum-Sorgenfri HK (finale)                                                                                                |
| 1997-98             | THW Kiel                         | SG Flensburg-Handewitt           | 49–46                            | 23-25                            | 26-21                            | Ajax København (1/16-finale)                                                                                               |
| 1998-99             | SC Magdeburg                     | CBM de Valladolid                | 54–47                            | 21-25                            | 33-22                            | Team Esbjerg (kvartfinale)                                                                                                 |
| 1999-2000           | RK Metkovic Jambo                | SG Flensburg-Handewitt           | 47–47                            | 24-22                            | 23-25                            | GOG (kvartfinale) |
| 2000-01             | SC Magdeburg                     | RK Metkovic Jambo                | 51–40                            | 23-22                            | 28-18                            | Viborg HK (1/16-finale), Virum-Sorgenfri HK (1/16-finale)                                                                  |
| 2001-02             | THW Kiel                         | FC Barcelona                     | 60–57                            | 36-29                            | 24-28                            | GOG (kvartfinale) |
| 2002-03             | FC Barcelona                     | Lukoil-Dynamo Astrakhan          | 68–49                            | 35-23                            | 33-26                            | Bjerringbro FH (kvartfinale)                                                                                               |
| 2003-04             | THW Kiel                         | BM Altea                         | 59–47                            | 32-28                            | 27-19                            | AaB Håndbold (kvartfinale), Århus GF (1/8-finale)                                                                          |
| 2004-05             | TUSEM Essen                      | SC Magdeburg                     | 53–52                            | 22-30                            | 31-22                            | AaB Håndbold (1/8-finale), Skjern Håndbold (1/8-finale)                                                                    |
| 2005-06             | TBV Lemgo                        | Frisch Auf Göppingen             | 55–51                            | 30-29                            | 25-22                            | GOG Svendborg TGI (kvartfinale), Viborg HK (1/8-finale)                                                                    |
| 2006-07             | SC Magdeburg                     | CAI BM Aragón                    | 61–58                            | 30-30                            | 31-28                            | Skjern Håndbold (semifinale), FCK Håndbold (kvartfinale)                                                                   |
| 2007-08             | HSG Nordhorn                     | FCK Håndbold                     | 60–57                            | 31-27                            | 29-30                            | FCK Håndbold (finale), Århus GF (1/16-finale)                                                                              |
| 2008-09             | VfL Gummersbach                  | RK Gorenje                       | 55–50                            | 29-28                            | 26-22                            | Bjerringbro-Silkeborg (kvartfinale), Århus GF (1/8-finale)                                                                 |
| 2009-10             | TBV Lemgo                        | Kadetten SH Handball             | 52–48                            | 24–18                            | 28–30                            | AaB Håndbold (1/8-finale), GOG Svendborg TGI (1/8-finale)                                                                  |
| 2010-11             | Frisch Auf Göppingen             | TV Grosswallstadt                | 53–47                            | 23-21                            | 30-26                            | Nordsjælland Håndbold (kvartfinale), Bjerringbro-Silkeborg (1/8-finale)                                                    |
| 2011-12             | Frisch Auf Göppingen             | Dunkerque HB Grand Littoral      | 60-54                            | 26-26                            | 34-28                            | Nordsjælland Håndbold (1/16-finale), Skjern Håndbold (1/16-finale)                                                         |
| Sæson               | Vinder                           | Finaledeltager                   | Res.                             | Spillested                       | Spillested                       | Dansk deltagelse |
| 2012-13             | Rhein-Neckar Löwen               | HBC Nantes                       | 26-24                            | Nantes                           | Nantes                           | Team Tvis Holstebro (nr. 3), KIF Kolding (kvartfinale)                                                                     |
| 2013-14             | Pick Szeged                      | Montpellier Agglomeration HB     | 29-28                            | Berlin                           | Berlin                           | Skjern Håndbold (gruppespil), Århus Håndbold (3. kval.runde), Mors-Thy Håndbold (3. kval.runde)                            |
| 2014-15             | Füchse Berlin                    | HSV Hamburg                      | 30-27                            | Berlin                           | Berlin                           | Skjern Håndbold (nr. 3) Team Tvis Holstebro (kvartfinale)                                                                  |
| 2015-16             | Frisch Auf Göppingen             | HBC Nantes                       | 32-26                            | Nantes                           | Nantes                           | Bjerringbro-Silkeborg (kvartfinale), TTH Holstebro (gruppespil), Aalborg Håndbold (gruppespil)                             |
| 2016-17             | Frisch Auf Göppingen             | Füchse Berlin                    | 30-22                            | Göppingen                        | Göppingen                        | KIF Kolding København (gruppespil), HC Midtjylland (gruppespil), GOG (gruppespil),                                         |
| 2017-18             | Füchse Berlin                    | Saint-Raphaël Var Handball       | 28-25                            | Magdeburg                        | Magdeburg                        | Bjerringbro-Silkeborg (gruppespil), TTH Holstebro (3. kval.runde), Ribe-Esbjerg HH (3. kval.runde)                         |
| 2018-19             | THW Kiel                         | Füchse Berlin                    | 26-22                            | Kiel                             | Kiel                             | TTH Holstebro (nr. 4), GOG (gruppespil), Aalborg Håndbold (3. kval.runde)                                                  |
| 2019-20             | Aflyst pga. Coronaviruspandemien | Aflyst pga. Coronaviruspandemien | Aflyst pga. Coronaviruspandemien | Aflyst pga. Coronaviruspandemien | Aflyst pga. Coronaviruspandemien | TTH Holstebro (gruppespil), Bjerringbro-Silkeborg (gruppespil) Skjern Håndbold (2. kval.runde)                             |
| EHF European League |                                  |                                  |                                  |                                  |                                  | |
| Sæson               | Vinder                           | Finaledeltager                   | Res.                             | Spillested                       | Spillested                       | Dansk deltagelse |
| 2020-21             | SC Magdeburg                     | Füchse Berlin                    | 28-25                            | Mannheim                         | Mannheim                         | GOG (kvartfinale), Bjerringbro-Silkeborg (2. kval.runde), TTH Holstebro (2. kval.runde), Skjern Håndbold (2. kval.runde)   |
| 2021-22             | Benfica                          | SC Magdeburg                     | 40-39                            | Lissabon                         | Lissabon                         | GOG (kvartfinale), Bjerringbro-Silkeborg (2. kval.runde), TTH Holstebro (2. kval.runde), Mors-Thy Håndbold (2. kval.runde) |
| 2022-23             | Füchse Berlin                    | BM Granollers                    | 36-31                            | Flensborg                        | Flensborg                        | Skanderborg AGF Håndbold (ottendedelsfinale), Skjern Håndbold (ottendedelsfinale), Bjerringbro-Silkeborg (2. kval.runde)   |
| 2023-24             | SG Flensburg-Handewitt           | Füchse Berlin                    | 36-31                            | Hamborg                          | Hamborg                          | Skjern Håndbold (kvartfinale), Bjerringbro-Silkeborg (play-off-runde)                                                      |
| 2024-25             | SG Flensburg-Handewitt           | Montpellier Handball             | 32-25                            | Hamborg                          | Hamborg                          | GOG (kvartfinale), Bjerringbro-Silkeborg (1. runde), Mors-Thy Håndbold (kval.runde)                                        |

## Statistik

### Antal titler pr. land (ekskl. IHF Cup)
| Lande         | Titler |
| ------------- | ------ |
| Tyskland      | 28     |
| Spanien       | 5      |
| Sovjetunionen | 3      |
| Ungarn        | 2      |
| Rumænien      | 2      |
| Jugoslavien   | 1      |
| Kroatien      | 1      |
| Portugal      | 1      |

### Mest succesfulde klubber
- Frisch Auf Göppingen (4): 2010–11, 2011–12, 2015–16, 2016–17
- THW Kiel (4): 1997–98, 2001–02, 2003–04, 2018–19
- SC Magdeburg (4): 1998–99, 2000–01, 2006–07, 2020–21